# 1964 في الهند
فيما يلي قوائم الأحداث التي وقعت خلال عام 1964 في الهند.

## أحداث
- 1 يناير – التمرد في شمال شرق الهند

## سياسة

### تعيين في المنصب
- 1 يناير – أنديرا غاندي وزير الإعلام والإذاعة [الإنجليزية]‏.
- 9 يونيو – لال بهادور شاستري رئيس وزراء الهند، وزير الشؤون الخارجية.

### انتهاء فترة المنصب
- 27 مايو – جواهر لال نهرو رئيس وزراء الهند، وزير الشؤون الخارجية.
- 18 يوليو – لال بهادور شاستري وزير الشؤون الخارجية.

## مواليد

### يناير
- 1 يناير – رامان ساندرم فيزيائي أمريكي.
- 1 يناير – محمد أكرم الندوي
- 20 يناير – فريد زكريا

### فبراير
- 15 فبراير – أشوتوش جواريكر ممثل هندي.

### مايو
- 27 مايو – كريشنا ليفي ملحن فرنسي.

### نوفمبر
- 28 نوفمبر – مايكل بينيت سياسي أمريكي.

## وفيات

### فبراير
- 6 فبراير – راجكومار امريت كاور (مواليد 1889) سياسية هندية.

### مايو
- 27 مايو – جواهر لال نهرو (مواليد 1889)

### أكتوبر
- 10 أكتوبر – غورو دوت (مواليد 1925)

### ديسمبر
- 21 ديسمبر – ألجيرنون كينغسوت (مواليد 1888) لاعب كرة مضرب بريطاني.